# 札克·柯薩特
札克里·華倫·柯薩特（英語：Zachary Warren Cozart，1985年8月12日—），為美國職棒大聯盟的游擊手，生涯曾效力過紅人與天使等隊。
2007年美國職棒大聯盟選秀，柯薩特在第二輪被紅人隊選中。他在2011年登上大聯盟，2017年入選明星賽。2018年轉隊到天使。

## 職業生涯

### 辛辛那提紅人

#### 2011年
2010年，柯薩特進入球隊的40人名單內。2011年，他從3A出發，並繳出3成10打擊率，外帶7轟與32分打點的好表現。加上當時球隊的兩大游擊手Paul Janish和埃德加·倫特利亞都表現不佳，因此柯薩特在7月7日登上大聯盟。他在初登場便敲出大聯盟首安，7月17日擊出大聯盟首轟。他在前25場比賽敲出10支安打，其中前6場比賽更是都有敲安。
7月23日，柯薩特在一次守備中為了接球而特意伸長手臂，不過卻被跑者的手肘撞上。8月12日，柯薩特動了TJ手術，造成球季報銷。該年他的打擊率為3成24，並敲出2轟與3分打點。

#### 2012年
這年柯薩特開始站穩大聯盟，該年他的打擊率為2成46，並敲出15轟與35分打點。

#### 2013年

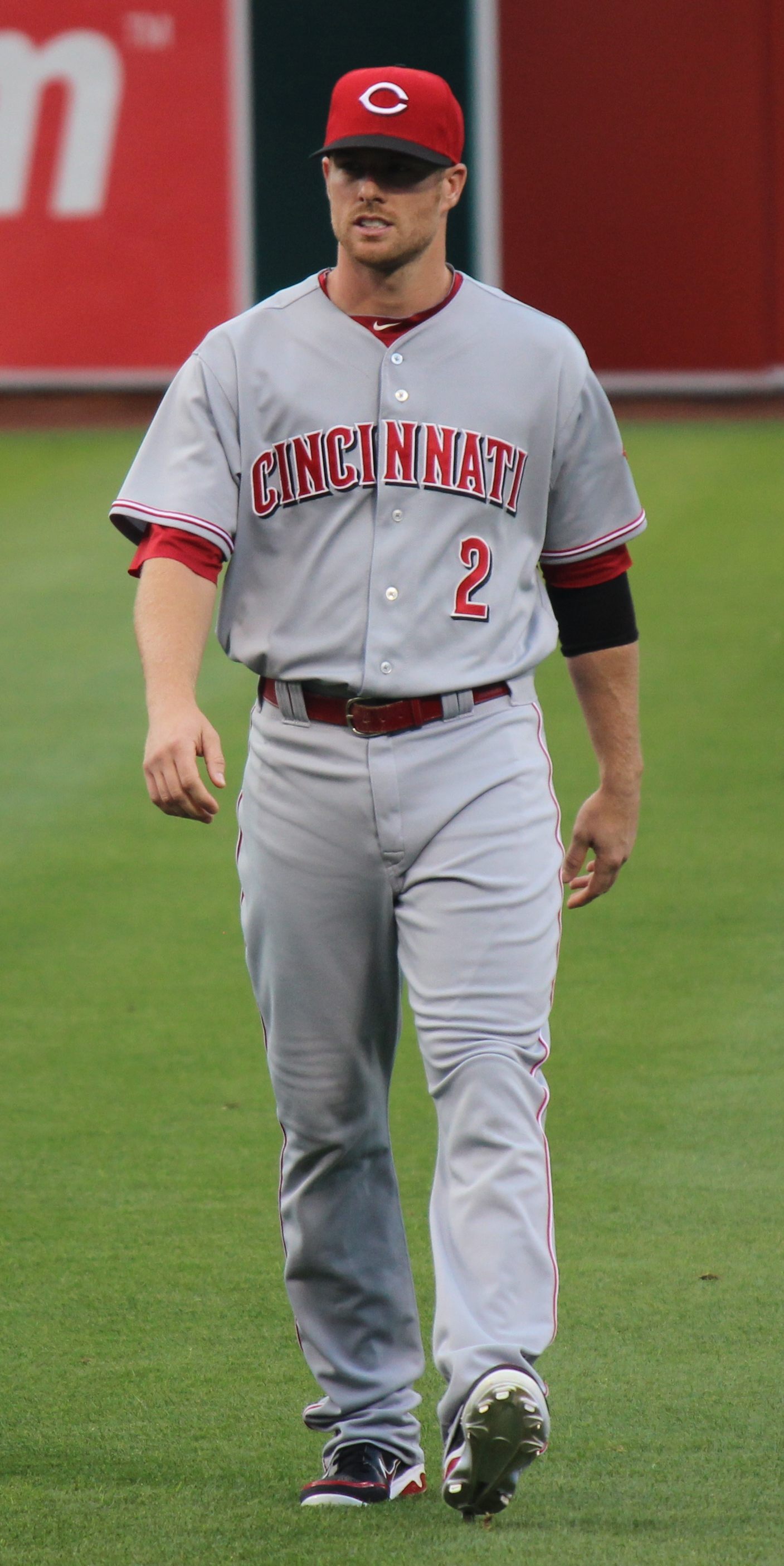
2013年的柯薩特

這年他的打擊率為2成54，並敲出12轟與63分打點。他敲出10支高飛犧牲打為國聯最多。

#### 2014年
柯薩特在這年陷入低潮，打擊率為2成21。而長打率2成68在全聯盟符合最低打數的選手中排名墊底。儘管如此，他仍在今年入選金手套決選名單。

#### 2015年
柯薩特在開季表現還算穩定，不過他在6月10日卻因為一次滑壘造成前十字韌帶斷裂，甚至影響到股二頭肌。最終他在7月進行手術，使得球季提前結束。留下打擊率2成58，外帶9轟的數據。

#### 2016年
4月4日，他在開幕戰敲出3支安打。這年他的打擊率為2成52，敲出16轟為生涯新高，另有50分打點。不過前一年膝蓋手術所造成的後遺症開始影響到他的職涯，他在球季倒數三週就因為肌腱炎而缺陣。

#### 2017年
儘管傷勢困擾，柯薩特依舊在這年打出破繭而出的一季。整季打擊率為2成97，敲出24轟與63分打點都是生涯新高。他在這年首度入選明星賽，還擔任先發游擊手。但他還是因為股四頭肌受傷導致出賽不穩定，球季結束後，他成為自由球員。

### 洛杉磯天使
2017年12月15日，他和天使隊簽下3年3800萬美元的合約。

#### 2018年
6月13日，柯薩特在撲球時造成肩膀脫臼。Two weeks after his injury, it was revealed that he had suffered a torn labrum in his left shoulder, and he underwent season-ending surgery.在休息兩週後，柯薩特決定動手術，使得他整季提前報銷。該年他的打擊率為2成19，並敲出5轟與19分打點。

#### 2019年
4月25日，柯薩特因為頸部不適又進入傷兵名單。他在球季首月打擊率僅在1成徘徊，後來他在7月12日又因未接受手術造成球季報銷。
12月10日，他和Will Wilson被交易到巨人，天使換來一名日後指定球員和現金。不過柯薩特在隔年1月15日就遭到釋出。

## 生涯打擊成績
| 出賽次數 | 打席 | 打數 | 得分 | 安打 | 二安 | 三安 | 全壘打 | 打點 | 盜壘 | 保送 | 三振 | 打擊率 | 上壘率 | 長打率 | OPS  |
| -------- | ---- | ---- | ---- | ---- | ---- | ---- | ------ | ---- | ---- | ---- | ---- | ------ | ------ | ------ | ---- |
| 839      | 3388 | 3088 | 408  | 764  | 158  | 24   | 87     | 305  | 21   | 219  | 549  | .247   | .300   | .399   | .699 |

## 外部連結
- 球員資訊和成績在MLB ，ESPN ，Retrosheet ，Baseball Reference ，Baseball Reference (Minors) ，Fangraphs ，The Baseball Cube （英文）